# بويقة بدومية
بويقة بدومية (الاسم العلمي: Boiga beddomei) (بالإنجليزية: Beddome's Cat Snake)‏ هي نوع من الزواحف تتبع جنس البويقة من فصيلة الأحناش.